# Campionati europei femminili di hockey su pista 2018
Il Campionato europeo di hockey su pista femminile 2018 è stata la 14ª edizione del campionato europeo di hockey su pista femminile

## Nazionali partecipanti
- Spagna
- Portogallo
- Italia
- Francia
- Germania
- Svizzera
- Inghilterra